# Nou Camp Municipal de Santa Coloma
Il Nou Camp Municipal de Santa Coloma è un impianto sportivo di Santa Coloma de Gramenet, in Spagna, della capienza di 5.000 spettatori.
Situato a Can Peixauet, è stato edificato nel 1994 e fino al 2014 ha ospitato le partite casalinghe della locale squadra di calcio, il Gramenet. Il campo ha ha dimensioni 105 x 65 metri. 